# Les Guérilleros
Pour plus de détails, voir Fiche technique et Distribution.
Les Guérilleros (I briganti italiani) est un film franco-italien réalisé par Mario Camerini, sorti en 1961.
Le film a été tourné à Cerreto Sannita.

## Fiche technique
- Titre original : I briganti italiani
- Titre français : Les Guérilleros
- Réalisation : Mario Camerini
- Scénario : Ghigo De Chiara, Diego Fabbri, Mario Monti, Ivo Perilli, Carlo Romano, Rodolfo Sonego et Luciano Vincenzoni
- Photographie : Mario Montuori
- Montage : Giuliana Attenni
- Musique : Angelo Francesco Lavagnino
- Production : Mario Cecchi Gori et Claude Ganz
- Pays de production : Italie, France
- Format : Noir et blanc - 2,35:1 - Mono
- Genre : historique
- Date de sortie : 
  - Italie : 16 décembre 1961

## Distribution
- Vittorio Gassman : O Caporale
- Ernest Borgnine : Sante Carbone
- Rosanna Schiaffino : Mariantonia
- Katy Jurado : Assunta Carbone
- Mario Feliciani : Don Ramiro

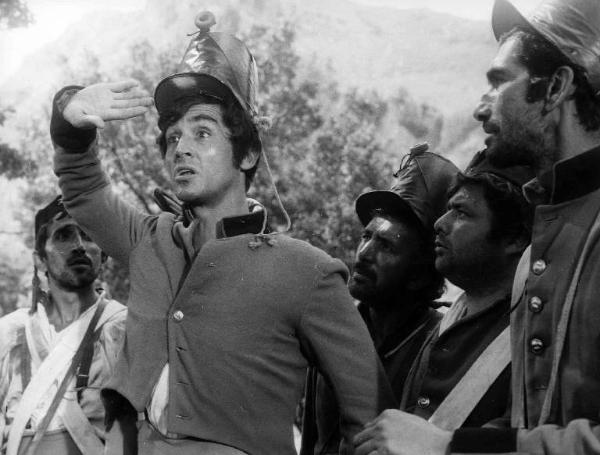
Vittorio Gassman.

- Bernard Blier : Colonelo Breviglieri
- Akim Tamiroff : O Zingaro
- Micheline Presle : La Marchesa
- Philippe Leroy : O Zelluso
- Guido Celano : Muso
- Carlo Giuffré : Teniente dei bersaglieri
- Carlo Pisacane : Filuccio
- Carlo Taranto : O Scaraffone
- Renato Terra : Il Brigante
- Ignazio Balsamo : Scannamorti
- Lawrence Montaigne : O Prevete